# 大活劇 江戸の始末人
大活劇 江戸の始末人（だいかつげき えどのしまつにん）は白川剛とグループSNEが制作した時代劇テーブルトークRPG（TRPG）。1992年にホビージャパンからボックス版で発売された。

## 概要
「8時45分の主役は君だ！」のキャッチコピーが示すように、いわゆる"TV時代劇”を再現するためのTRPG。
基本ルールブックでは「江戸の町を舞台に、弱者を泣かす悪人を、法に代わって成敗する正義の暗殺者」という必殺シリーズのノリを再現するのが前提になっているが、サプリメントを導入することで遠山の金さんや鬼平犯科帳などの捕物帳のノリも再現できるようになっている。
TRPGで時代劇というと怪奇・伝奇の要素が大なり小なり組み込まれているものがほとんどであるが、そのような概念を一切取り入れていない本作は、商用TRPGの中では非常に稀有なものとなっている。

## システム

### キャラクターメインキング
プレイヤーキャラクターの作成はクラス制に属する。このゲームのプレイヤーキャラクターは全て、「表の職業」と「裏の職業」を持つ。この二つの職業（クラス）を選択することで、それぞれの職業から技能を取ることができる。
基本ルールブックで描かれる始末人ならば、かんざし屋や同心など日常での姿が表の職業となり、暗殺者や情報屋など暗殺業に携わる姿が裏の職業となる。
サプリメントを導入して捕物帳のノリを取り入れた場合は暗殺者である必要はなくなるが、「裏の職業」が必要なのは同じことである。例えば遠山の金さんは遊び人が表の職業で裏の職業が奉行である。
このように、半ば強引であってもこのゲームのキャラクターは表の職業と裏の職業を決めなくてはならない。逆に言うならば表と裏の二つの顔があるようなキャラクターを活躍させることができるようなシナリオであれば、あらゆる時代劇のジャンルを再現することができるようになっている。

### 行為判定
行為判定は上方判定に属する。判定に使用する能力値と同じ数だけの20面体サイコロを振り、一個でも行為判定目標値を越えたら成功となる。

### 必殺
「裏の職業」から選ぶことができる技能の中には、相手を一撃で殺すことのできる必殺技能というのもいくつか存在する。ただし必殺を成功させるのは、その技能の前提条件を満たせるような状況をプレイヤーが作り出さなくてはならない。（暗殺武器の準備や相手が油断できる状況などを作り出すということである。ただ正面から斬りあいしてる時などには必殺技能はまず使えない）

## 世界設定
ゲームの基本的な舞台は江戸時代の江戸の街である。史実にほぼ忠実な設定になっているので、世の中にある歴史関係の書籍などはそのまま参考資料に使える。
ルールブックには江戸の地図や生活に関するガイダンスも豊富に揃っている。

## 作品一覧
- 大活劇 江戸の始末人　（基本ルールブック。必殺シリーズを再現する）
- 桜吹雪　（サプリメント。捕物帳を再現する）